# Oripoda australis
Oripoda australis är en kvalsterart som beskrevs av Berlese 1916. Oripoda australis ingår i släktet Oripoda och familjen Oripodidae. Inga underarter finns listade i Catalogue of Life.